# Șteamp

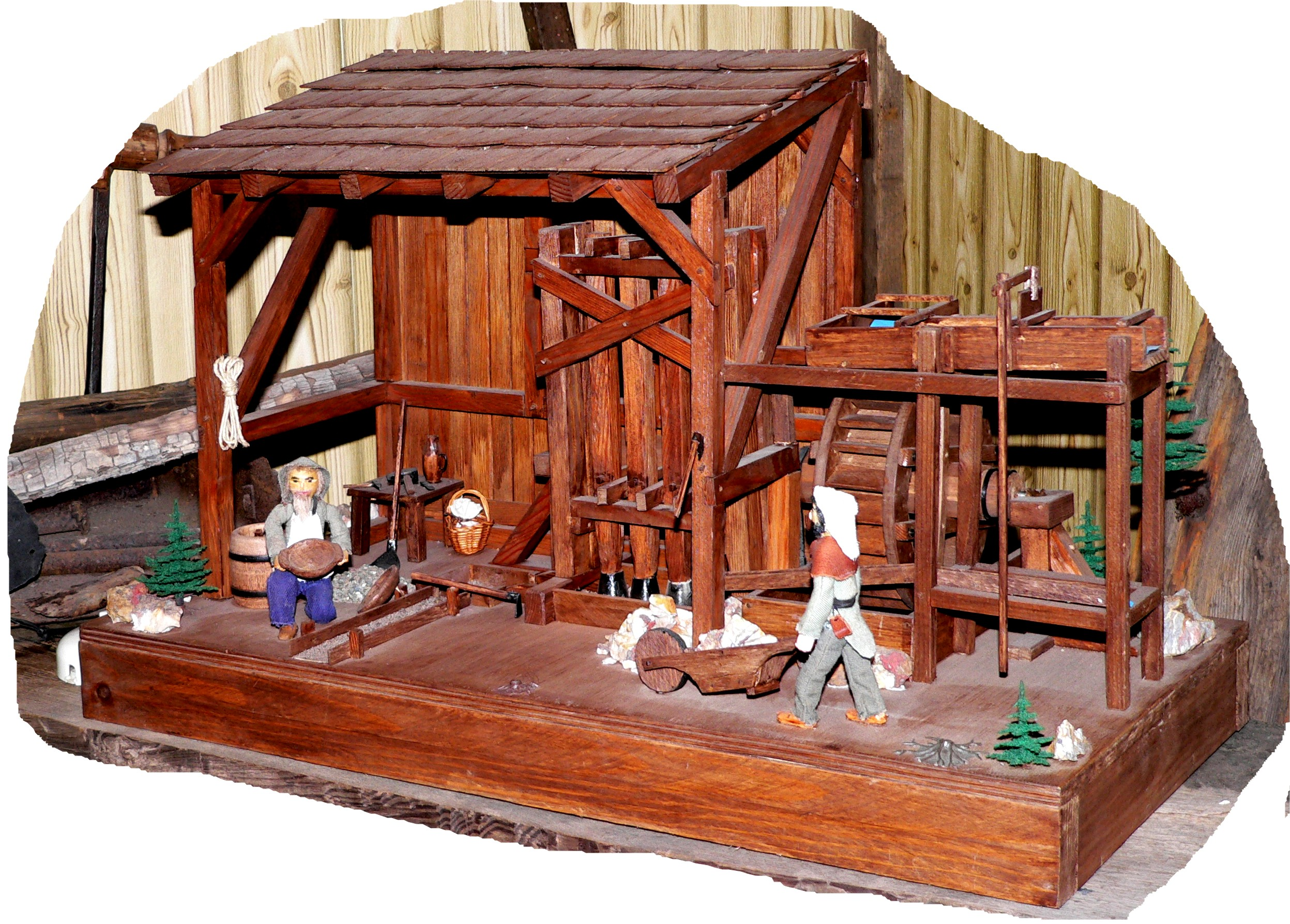
Şteamp

Șteampul (sinonime istorice: mai, pisălog, pilug, ciocan de lemn) este o instalație folosită în trecut pentru sfărâmarea (concasarea) minereurilor, în prezent fiind rar folosită (numai la măcinarea unor minereuri aurifere).
La micile exploatări aurifere din Transilvania au fost folosite în trecut șteampuri din lemn cu roți acționate de apă.